# Сарьмяги
Сарьмяги — озеро на территории Коверского сельского поселения Олонецкого района Республики Карелии.

## Общие сведения
Площадь озера — 0,6 км², площадь водосборного бассейна — 3,1 км². Располагается на высоте 29,8 метров над уровнем моря.
Форма озера округлая. Берега преимущественно заболоченные.
С юго-восточной стороны из озера вытекает ручей без названия, который, протекая озеро Тенгусельга, втекает в ручей Саргоя, впадающий в реку Туксу, приток Олонки.
Вдоль северо-западного берега озера проходит дорога местного значения 86К-188 («Новинка — Тигвера»).
В северной части озера расположен один небольшой остров без названия.
Код объекта в государственном водном реестре — 01040300211102000014985.